# شهرستان الک (پنسیلوانیا)
شهرستان الک، پنسیلوانیا (به انگلیسی: Elk County, Pennsylvania) شهرستانی در ایالات متحده آمریکا است که در پنسیلوانیا واقع شده‌است.

## خصوصیات
شهرستان الک ۲٬۱۵۴٫۸۸ کیلومترمربع مساحت دارد.